# Alice Turner Schafer
Alice Turner Schafer (Richmond, Virgínia, 18 de junho de 1915 – 27 de setembro de 2009) foi uma matemática estadunidense. Foi uma das fundadoras da Association for Women in Mathematics em 1971.